# Juan Leguizamón
Juan Manuel Leguizamón (Santiago del Estero, 6 de junio de 1983) es un exjugador argentino de rugby que se desempeñó como ala. Formó parte de la Selección nacional de 2003 a 2019.
En abril de 2022, anunció su retiro del rugby.

## Carrera
Inició su carrera en el Santiago Lawn Tennis Club, luego jugó una temporada y media en el San Isidro Club, donde se coronó campeón en 2004.

### Europa
En julio de 2005, fichó para London Irish en la English Guinness Premiership. En 2008, jugó para Stade Français Paris. En agosto de 2011, acordó su pase al Lyon Olympique y con ellos llegó a jugar en la segunda división.

### Súper Rugby
En 2015, firmó contrato para jugar con Jaguares en el Super Rugby. Fue seleccionado para jugar con los Barbarians.

### Estados Unidos
Había decidido retirarse en 2019, pero en noviembre decidió aceptar la oferta estadounidense de los Seattle Seawolves de Washington para la temporada 2020.

## Selección nacional
Marcelo Loffreda lo convocó a los Pumas para enfrentar a Japón en 2003, Argentina ganó 68–36 en Buenos Aires y Leguizamón anotó su primer try. Es el primero de la Provincia de Santiago del Estero en alcanzar la selección absoluta.
En 2005 se afianzó en el equipo, en una serie de pruebas contra Italia en Salta; luego fue a jugar tres partidos durante las pruebas de noviembre, contra los Springboks como titular y frente a Escocia y la Azzurri como suplente. Al año siguiente jugó en dos partidos en junio frente a Gales y ante los All Blacks.
En su último mundial jugó contra los Estados Unidos y se retiró internacionalmente. En total jugó 87 partidos (de los registros más altos) y marcó trece tries (65 puntos).

### Participaciones en Copas del Mundo
Loffreda lo llevó a Francia 2007 y reemplazó al lesionado Gonzalo Longo. Allí ganó todos los partidos de la fase de grupos y sobresalió durante el partido inaugural contra Francia.
Santiago Phelan lo llevó a Nueva Zelanda 2011 como titular indiscutido, Daniel Hourcade en Inglaterra 2015 lo hizo suplente de Juan Fernández Lobbe y finalmente Mario Ledesma lo seleccionó como suplente de Marcos Kremer para Japón 2019.
| Mundial                       | Sede          | Resultado        | PJ | Tries |
| ----------------------------- | ------------- | ---------------- | -- | ----- |
| Copa Mundial de Rugby de 2007 | Francia       | Tercer puesto    | 6  | 2     |
| Copa Mundial de Rugby de 2011 | Nueva Zelanda | Cuartos de final | 5  | 1     |
| Copa Mundial de Rugby de 2015 | Inglaterra    | Cuarto puesto    | 3  | 0     |
| Copa Mundial de Rugby de 2019 | Japón         | Fase de grupos   | 1  | 0     |

## Estilo de juego
Un jugador fuerte, también podía desempeñarse en el puesto de octavo. Durante su tiempo en los Pumas formó con Longo, Juan y Carlos Fernández Lobbe, Lucas Ostiglia, Leonardo Senatore, Julio Farías Cabello, Pablo Matera y Javier Ortega Desio.
Fue elogiado por su compromiso en la defensa, entrega con sus compañeros y potencia de ataque. Se criticó su falta de ritmo, poca de agilidad y la improlijidad: como en el partido por el tercer puesto de Francia 2007, cuando recibió una tarjeta amarilla al proporcionarle un tackle alto a la estrella Sébastien Chabal.

## Palmarés
- Campeón del Campeonato Sudamericano de 2005 y 2006.
- Medalla de bronce en la Copa Mundial de Rugby de 2007.
- Campeón del Rugby Pro D2 de 2013–14.
- Campeón del Top 12 de la URBA de 2004.